# Časopis Národního Musea. Oddíl přírodovědný
Časopis Národního Musea. Oddíl přírodovědný (abreviado Čas. Nár. Mus., Odd. Přír.) fue una revista con ilustraciones y descripciones botánicas que fue editada en Praga. Se publicaron los números 97-145, en los años 1923-1976. Fue precedida por Časopis Musea Království Českého, Oddíl Přírodovědný  y reemplazada por Časopis Národního Muzea v Praze, Řada Prírodovĕdná. 